# Número primo de Williams
En teoría de números, un número de Williams en base b es un número natural de la forma {\displaystyle (b-1)\cdot b^{n}-1} para  dos enteros b ≥ 2 y n ≥ 1. Los números de Williams de base 2 son exactamente los números primos de Mersenne.

## Primo de Williams
Un primo de Williams es un número de Williams que es primo. Fueron estudiados por Hugh C. Williams.
Los menores n ≥ 1 tales que (b−1)·bn − 1 es primo son: (se empieza con b = 2)
2, 1, 1, 1, 1, 1, 3, 1, 1, 1, 1, 2, 1, 14, 1, 1, 2, 6, 1, 1, 1, 55, 12, 1, 133 , 1, 20, 1, 2, 1, 1, 2, 15, 3, 1, 7, 136211, 1, 1, 7, 1, 7, 7, 1, 1, 1, 2, 1, 25, 1 , 5, 3, 1, 1, 1, 1, 2, 3, 1, 1, 899, 3, 11, 1, 1, 1, 63, 1, 13, 1, 25, 8, 3, 2, 7 , 1, 44, 2, 11, 3, 81, 21495, 1, 2, 1, 1, 3, 25, 1, 519, 77, 476, 1, 1, 2, 1, 4983, 2, 2, . ..
| b  | Números n ≥ 1 tales que (b−1)×bn−1 es primo (estos n se han comprobado hasta 25000) | Secuencia OEIS             |
| 2  | 2, 3, 5, 7, 13, 17, 19, 31, 61, 89, 107, 127, 521, 607, 1279, 2203, 2281, 3217, 4253, 4423, 9689, 9941, 11213, 19937, 21701, 23209, 44497, 86243, 110503, 132049, 216091, 756839, 859433, 1257787, 1398269, 2976221, 3021377, 6972593, 13466917, 20996011, 24036583, 25964951, 30402457, 32582657, 37156667, 42643801, 43112609, 57885161, 74207281, 77232917, 82589933, ... | (sucesión A000043 en OEIS) |
| 3  | 1, 2, 3, 7, 8, 12, 20, 23, 27, 35, 56, 62, 68, 131, 222, 384, 387, 579, 644, 1772, 3751, 5270, 6335, 8544, 9204, 12312, 18806, 21114, 49340, 75551, 90012, 128295, 143552, 147488, 1010743, 1063844, 1360104, ... | (sucesión A003307 en OEIS) |
| 4  | 1, 2, 3, 9, 17, 19, 32, 38, 47, 103, 108, 153, 162, 229, 235, 637, 1638, 2102, 2567, 6338, 7449, 12845, 20814, 40165, 61815, 77965, 117380, 207420, 351019, 496350, 600523, 1156367, 2117707, 5742009, 5865925, 5947859, ... | (sucesión A272057 en OEIS) |
| 5  | 1, 3, 9, 13, 15, 25, 39, 69, 165, 171, 209, 339, 2033, 6583, 15393, 282989, 498483, 504221, 754611, 864751, ... | (sucesión A046865 en OEIS) |
| 6  | 1, 2, 6, 7, 11, 23, 33, 48, 68, 79, 116, 151, 205, 1016, 1332, 1448, 3481, 3566, 3665, 11233, 13363, 29166, 44358, 58530, 191706, ... | (sucesión A079906 en OEIS) |
| 7  | 1, 2, 7, 18, 55, 69, 87, 119, 141, 189, 249, 354, 1586, 2135, 2865, 2930, 4214, 7167, 67485, 74402, 79326, ... | (sucesión A046866 en OEIS) |
| 8  | 3, 7, 15, 59, 6127, 8703, 11619, 23403, 124299, ... | (sucesión A268061 en OEIS) |
| 9  | 1, 2, 5, 25, 85, 92, 97, 649, 2017, 2978, 3577, 4985, 17978, 21365, 66002, 95305, 142199, ... | (sucesión A268356 en OEIS) |
| 10 | 1, 3, 7, 19, 29, 37, 93, 935, 8415, 9631, 11143, 41475, 41917, 48051, 107663, 212903, 223871, 260253, 364521, 383643, 1009567, ... | (sucesión A056725 en OEIS) |
| 11 | 1, 3, 37, 119, 255, 355, 371, 497, 1759, 34863, 50719, 147709, 263893, ... | (sucesión A046867 en OEIS) |
| 12 | 1, 2, 21, 25, 33, 54, 78, 235, 1566, 2273, 2310, 4121, 7775, 42249, 105974, 138961, ... | (sucesión A079907 en OEIS) |
| 13 | 2, 7, 11, 36, 164, 216, 302, 311, 455, 738, 1107, 2244, 3326, 4878, 8067, 46466, ... | (sucesión A297348 en OEIS) |
| 14 | 1, 3, 5, 27, 35, 165, 209, 2351, 11277, 21807, 25453, 52443, ... | (sucesión A273523 en OEIS) |
| 15 | 14, 33, 43, 20885, ... |                            |
| 16 | 1, 20, 29, 43, 56, 251, 25985, 27031, 142195, 164066, ... |                            |
| 17 | 1, 3, 71, 139, 265, 793, 1729, 18069, ... |                            |
| 18 | 2, 6, 26, 79, 91, 96, 416, 554, 1910, 4968, ... |                            |
| 19 | 6, 9, 20, 43, 174, 273, 428, 1388, ... |                            |
| 20 | 1, 219, 223, 3659, ... |                            |
| 21 | 1, 2, 7, 24, 31, 60, 230, 307, 750, 1131, 1665, 1827, 8673, ... |                            |
| 22 | 1, 2, 5, 19, 141, 302, 337, 4746, 5759, 16530, ... |                            |
| 23 | 55, 103, 115, 131, 535, 1183, 9683, ... |                            |
| 24 | 12, 18, 63, 153, 221, 1256, 13116, 15593, ... |                            |
| 25 | 1, 5, 7, 30, 75, 371, 383, 609, 819, 855, 7130, 7827, 9368, ... |                            |
| 26 | 133, 205, 215, 1649, ... |                            |
| 27 | 1, 3, 5, 13, 15, 31, 55, 151, 259, 479, 734, 1775, 2078, 6159, 6393, 9013, ... |                            |
| 28 | 20, 1091, 5747, 6770, ... |                            |
| 29 | 1, 7, 11, 57, 69, 235, 16487, ... |                            |
| 30 | 2, 83, 566, 938, 1934, 2323, 3032, 7889, 8353, 9899, 11785, ... |                            |

A septiembre de 2018, el mayor número de Williams en base 3 conocido es 2×31360104−1.

## Generalización
Un número de Williams de segunda especie en base b es un número natural de la forma {\displaystyle (b-1)\cdot b^{n}+1} para enteros b ≥ 2 y n ≥ 1, un primo de Williams de segunda especie  es un número de Williams de segunda especie que es primo. Los primos de Williams de segunda especie en base 2 son exactamente los números de Fermat.
Los menores números n ≥ 1 tales que (b−1)·bn + 1 es primo son: (empezar con b = 2)
1, 1, 1, 2, 1, 1, 2, 1, 3, 10, 3, 1, 2, 1, 1, 4, 1, 29, 14, 1, 1, 14, 2, 1, 2 , 4, 1, 2, 4, 5, 12, 2, 1, 2, 2, 9, 16, 1, 2, 80, 1, 2, 4, 2, 3, 16, 2, 2, 2, 1 , 15, 960, 15, 1, 4, 3, 1, 14, 1, 6, 20, 1, 3, 946, 6, 1, 18, 10, 1, 4, 1, 5, 42, 4, 1 , 828, 1, 1, 2, 1, 12, 2, 6, 4, 30, 3, 3022, 2, 1, 1, 8, 2, 4, 4, 2, 11, 8, 2, 1, . .. (sucesión A305531 en OEIS)
| b  | Números n ≥ 1 tales que (b−1)×bn+1 es primo (estos n se han comprobado hasta 25000) | Secuencia OEIS             |
| 2  | 1, 2, 4, 8, 16, ... |                            |
| 3  | 1, 2, 4, 5, 6, 9, 16, 17, 30, 54, 57, 60, 65, 132, 180, 320, 696, 782, 822, 897, 1252, 1454, 4217, 5480, 6225, 7842, 12096, 13782, 17720, 43956, 64822, 82780, 105106, 152529, 165896, 191814, 529680, 1074726, 1086112, 1175232, ... | (sucesión A003306 en OEIS) |
| 4  | 1, 3, 4, 6, 9, 15, 18, 33, 138, 204, 219, 267, 1104, 1408, 1584, 1956, 17175, 21147, 24075, 27396, 27591, 40095, 354984, 400989, 916248, 1145805, 2541153, 5414673, ...                                                               | (sucesión A326655 en OEIS) |
| 5  | 2, 6, 18, 50, 290, 2582, 20462, 23870, 26342, 31938, 38122, 65034, 70130, 245538, ... | (sucesión A204322 en OEIS) |
| 6  | 1, 2, 4, 17, 136, 147, 203, 590, 754, 964, 970, 1847, 2031, 2727, 2871, 5442, 7035, 7266, 11230, 23307, 27795, 34152, 42614, 127206, 133086, ...                                                                                      | (sucesión A247260 en OEIS) |
| 7  | 1, 4, 9, 99, 412, 2633, 5093, 5632, 28233, 36780, 47084, 53572, ... | (sucesión A245241 en OEIS) |
| 8  | 2, 40, 58, 60, 130, 144, 752, 7462, 18162, 69028, 187272, 268178, 270410, 497284, 713304, 722600, 1005254, ... | (sucesión A269544 en OEIS) |
| 9  | 1, 4, 5, 11, 26, 29, 38, 65, 166, 490, 641, 2300, 9440, 44741, 65296, 161930, ... | (sucesión A056799 en OEIS) |
| 10 | 3, 4, 5, 9, 22, 27, 36, 57, 62, 78, 201, 537, 696, 790, 905, 1038, 66886, 70500, 91836, 100613, 127240, ... | (sucesión A056797 en OEIS) |
| 11 | 10, 24, 864, 2440, 9438, 68272, 148602, ... | (sucesión A057462 en OEIS) |
| 12 | 3, 4, 35, 119, 476, 507, 6471, 13319, 31799, ... | (sucesión A251259 en OEIS) |
| 13 | 1, 2, 4, 21, 34, 48, 53, 160, 198, 417, 773, 1220, 5361, 6138, 15557, 18098, ... |                            |
| 14 | 2, 40, 402, 1070, 6840, ... |                            |
| 15 | 1, 3, 4, 9, 11, 14, 23, 122, 141, 591, 2115, 2398, 2783, 3692, 3748, 10996, 16504, ... |                            |
| 16 | 1, 3, 11, 12, 28, 42, 225, 702, 782, 972, 1701, 1848, 8556, 8565, 10847, 12111, 75122, 183600, 307400, 342107, 416936, ... |                            |
| 17 | 4, 20, 320, 736, 2388, 3344, 8140, ... |                            |
| 18 | 1, 6, 9, 12, 22, 30, 102, 154, 600, ... |                            |
| 19 | 29, 32, 59, 65, 303, 1697, 5358, 9048, ... |                            |
| 20 | 14, 18, 20, 38, 108, 150, 640, 8244, ... |                            |
| 21 | 1, 2, 3, 4, 12, 17, 38, 54, 56, 123, 165, 876, 1110, 1178, 2465, 3738, 7092, 8756, 15537, 19254, 24712, ... |                            |
| 22 | 1, 9, 53, 261, 1491, 2120, 2592, 6665, 9460, 15412, 24449, ... |                            |
| 23 | 14, 62, 84, 8322, 9396, 10496, 24936, ... |                            |
| 24 | 2, 4, 9, 42, 47, 54, 89, 102, 118, 269, 273, 316, 698, 1872, 2126, 22272, ... |                            |
| 25 | 1, 4, 162, 1359, 2620, ... |                            |
| 26 | 2, 18, 100, 1178, 1196, 16644, ... |                            |
| 27 | 4, 5, 167, 408, 416, 701, 707, 1811, 3268, 3508, 7020, 7623, 16449, ... |                            |
| 28 | 1, 2, 136, 154, 524, 1234, 2150, 2368, 7222, 10082, 14510, 16928, ... |                            |
| 29 | 2, 4, 6, 44, 334, 24714, ... |                            |
| 30 | 4, 5, 9, 18, 71, 124, 165, 172, 888, 2218, 3852, 17871, 23262, ... |                            |

A septiembre de 2018, el número primo de Williams de segunda especie en base 3 más grande conocido es 2×31175232+1.
Un número de Williams de tercera especie en base b es un número natural de la forma {\displaystyle (b+1)\cdot b^{n}-1} para enteros b ≥ 2 y n ≥ 1, el número de Williams de la tercera especie en base 2 son exactamente los números de Thabit. Un número de Williams primo de tercera especie es un número de Williams de tercera especie que es primo.
Un número de Williams de cuarta especie en base b es un número natural de la forma {\displaystyle (b+1)\cdot b^{n}+1} para enteros b ≥ 2 y n ≥ 1, un primo de Williams de cuarta especie es un número de Williams de cuarta especie que es primo. Tales primos no existen para {\displaystyle b\equiv 1{\bmod {3}}}.
| b  | Números n tales que {\displaystyle (b+1)\cdot b^{n}-1} es primo | Números n tales que {\displaystyle (b+1)\cdot b^{n}+1} es primo |
| 2  | (sucesión A002235 en OEIS)                                      | (sucesión A002253 en OEIS)                                      |
| 3  | (sucesión A005540 en OEIS)                                      | (sucesión A005537 en OEIS)                                      |
| 5  | (sucesión A257790 en OEIS)                                      | (sucesión A143279 en OEIS)                                      |
| 10 | (sucesión A111391 en OEIS)                                      | (no existe)                                                     |

Se conjetura que por cada b ≥ 2, hay infinitos primos de Williams de primera especie (los primos de Williams originales) en base b, infinitos primos de Williams de segunda especie en base b, e infinitos números primos de Williams de tercera especie en base b. Además, si b no es = 1 mod 3, entonces hay infinitos primos de Williams de cuarta especie en base b.

## Forma dual
Si se hace que n tome valores negativos y se elige el numerador de las fracciones, entonces se obtienen estos números:
Números duales de Williams de primera especie en base b: números de la forma {\displaystyle b^{n}-(b-1)} con b ≥ 2 y n ≥ 1.
Números duales de Williams de segunda especie en base b: números de la forma {\displaystyle b^{n}+(b-1)} con b ≥ 2 y n ≥ 1.
Números duales de Williams de tercera especie en base b: números de la forma {\displaystyle b^{n}-(b+1)} con b ≥ 2 y n ≥ 1.
Números duales de Williams de cuarta especie en base b: números de la forma {\displaystyle b^{n}+(b+1)} con b ≥ 2 y n ≥ 1 (no existen cuando b = 1 módulo 3)
A diferencia de los primos de Williams originales de cada especie, algunos primos de Williams duales grandes de cada especie son solo primos probables, ya que para estos primos N, ni N−1 ni N+1 pueden ser trivialmente escritos en forma de un producto.
| b  | Números n tales que {\displaystyle b^{n}-(b-1)} es (probable) primo (primos de Williams duales de primera especie) | Números n tales que {\displaystyle b^{n}+(b-1)} es (probable) primo (primos de Williams duales de segunda especie) | Números n tales que {\displaystyle b^{n}-(b+1)} es (probable) primo (primos de Williams duales de tercera especie) | Números n tales que {\displaystyle b^{n}+(b+1)} es (probable) primo (primos de Williams duales de cuarta especie) |
| 2  | (sucesión A000043 en OEIS)                                                                                         | (see Número de Fermat)                                                                                             | (sucesión A050414 en OEIS)                                                                                         | (sucesión A057732 en OEIS)                                                                                        |
| 3  | (sucesión A014224 en OEIS)                                                                                         | (sucesión A051783 en OEIS)                                                                                         | (sucesión A058959 en OEIS)                                                                                         | (sucesión A058958 en OEIS)                                                                                        |
| 4  | (sucesión A059266 en OEIS)                                                                                         | (sucesión A089437 en OEIS)                                                                                         | (sucesión A217348 en OEIS)                                                                                         | (no existe) |
| 5  | (sucesión A059613 en OEIS)                                                                                         | (sucesión A124621 en OEIS)                                                                                         | (sucesión A165701 en OEIS)                                                                                         | (sucesión A089142 en OEIS)                                                                                        |
| 6  | (sucesión A059614 en OEIS)                                                                                         | (sucesión A145106 en OEIS)                                                                                         | (sucesión A217352 en OEIS)                                                                                         | (sucesión A217351 en OEIS)                                                                                        |
| 7  | (sucesión A191469 en OEIS)                                                                                         | (sucesión A217130 en OEIS)                                                                                         | (sucesión A217131 en OEIS)                                                                                         | (no existe) |
| 8  | (sucesión A217380 en OEIS)                                                                                         | (sucesión A217381 en OEIS)                                                                                         | (sucesión A217383 en OEIS)                                                                                         | (sucesión A217382 en OEIS)                                                                                        |
| 9  | (sucesión A177093 en OEIS)                                                                                         | (sucesión A217385 en OEIS)                                                                                         | (sucesión A217493 en OEIS)                                                                                         | (sucesión A217492 en OEIS)                                                                                        |
| 10 | (sucesión A095714 en OEIS)                                                                                         | (sucesión A088275 en OEIS)                                                                                         | (sucesión A092767 en OEIS)                                                                                         | (no existe) |

(para los primos duales de Williams más pequeños de los tipos 1, 2 y 3 en base b, consúltese (sucesión A113516 en OEIS), (sucesión A076845 en OEIS) y (sucesión A178250 en OEIS))
Se conjetura que por cada b ≥ 2, hay infinitos primos de Williams duales de primera especie (los primos de Williams originales) en base b, infinitos primos de Williams duales de segunda especie en base b, e infinitos primos duales de Williams en base b de tercera especie. Además, si b no es = 1 mod 3, entonces hay infinitos primos duales de Williams de cuarta especie en base b.